# James Valoue
James Valoue (tudi Valouë, Valoué ali Valouè), angleški urar in izumitelj, 18. stoletje.
Valoue je najbolj znan po svoji konstrukciji pilotnega zabijala v konjski vpregi, ki so ga med letoma 1739 in 1750 rabili pri gradnji Westminsterskega mostu čez Temzo v Londonu. Napravo je Valoue tudi patentiral.
Leta 1738 mu je Kraljeva družba podelila Copleyjevo medaljo za »njegov izum stroja za zabijanje pilotov za izdelavo temeljev mostu, ki bo zgrajen v Westminstru, in katerega model je bil prikazan Družbi.« Muzej znanosti v Londonu hrani model Valoueovega zabijala, ki ga je izdelal Stephen Demainbray.